# Château de Bois-le-Vicomte
Le château de Bois-le-Vicomte était un château, aujourd'hui détruit, situé sur l'actuelle commune de Mitry-Mory (Seine-et-Marne). Il a notamment appartenu au cardinal de Richelieu.

## Histoire

### Henri II de Montmorency
Henri II de Montmorency possède le château et y entreprend des travaux, notamment la construction de deux dômes, sur les dessins de Salomon de Brosse (marché du 2 août 1621).

### Le cardinal de Richelieu

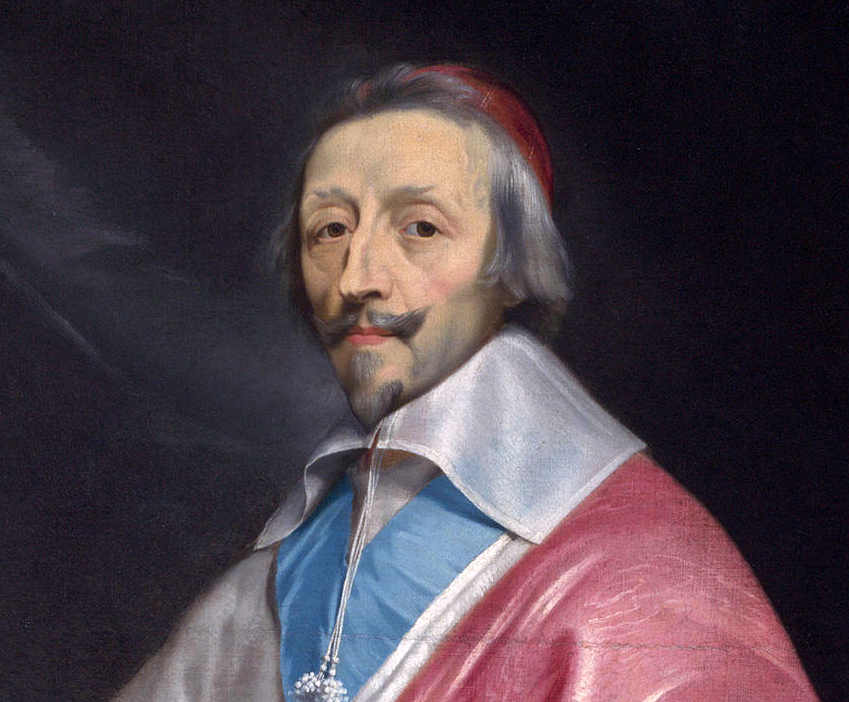
Détail d'un portrait du cardinal.

Le cardinal de Richelieu fera agrandir le château, au moyen de deux pavillons placés du côté du jardin, de part et d'autre du château : ces travaux ne peuvent être attribués qu'à Jacques Lemercier, l'architecte du cardinal.
Les intérieurs du château sous le cardinal de Richelieu nous sont connus grâce à une description de 1635, par les frères Estienne & Jacques Tuffet.

#### La description du 28 mai 1635
"Description du chasteau de Bois-le-viconte
Le XXVIII may MDCXXXV [28 mai 1635]
Hecthores domi nascimur
Ulysses foris evadimus
Description du chasteau de Bois-le-viconte, reveu les festes de la Pentecoste
Vue en la compagnie de messieurs Estienne & Jacques Tuffet, frères.
Par n n n
Introduction
Pour ce que pour aller de Paris à Bois le Viconte qui en est eslongné de 5 lieues on ne passe autre village que La Vilette, hameau dépendant du prieuré Saint-Lazare, à une demi lieue du fauxbourg Saint-Martin par où il faut sortir : nous irons droictement, sans nous arester, le grand chemain qui est pavé, et relevé soigneusement de chaussées dans les vallées, et lieux marescageux. Cette voye est fort fréquentée à cause des coches de Meaux, chasteau Thiery, Metz, Nancy, et d'autres villes qui y passent, aymants mieux laisser le droict chemin qui est par Pentin, Livri, Vaujour, ville parisis, à cause d'une forest continuelle qu'il faudroit passer, dangereuse parfois, et selon les saisons. Quoyque par ceste espace de 5 lieues on ne trouve (comme nous avons dit) aucun village [...] est [...] néanmoins qu'à qui le cœur faudroit ne seroit pas besoing de se destourner plus d'un quart de lieue pour en trouver de fois à autres, et s'y pouvoir rafraischir. Donc sans nous amuser nous irons descendre à une seconde Villette distante d'un demi quart de lieue seulement de Bois le Viconte, à une bonne hostelerie qui prend pour enseigne la Chasse Royalle, où se rafraischissent les coches en passant, et où on est très bien, et nettement traicté, estant le logis guay, et en bel air, et orné d'une grandeur cour, d'un bois, et jardin. Ensuite de quoy après une petite traverse de champs labourez, et remplis de très bons froments, nous sommes arrivez au chasteau qui est de fort belle apparence.
Description du château

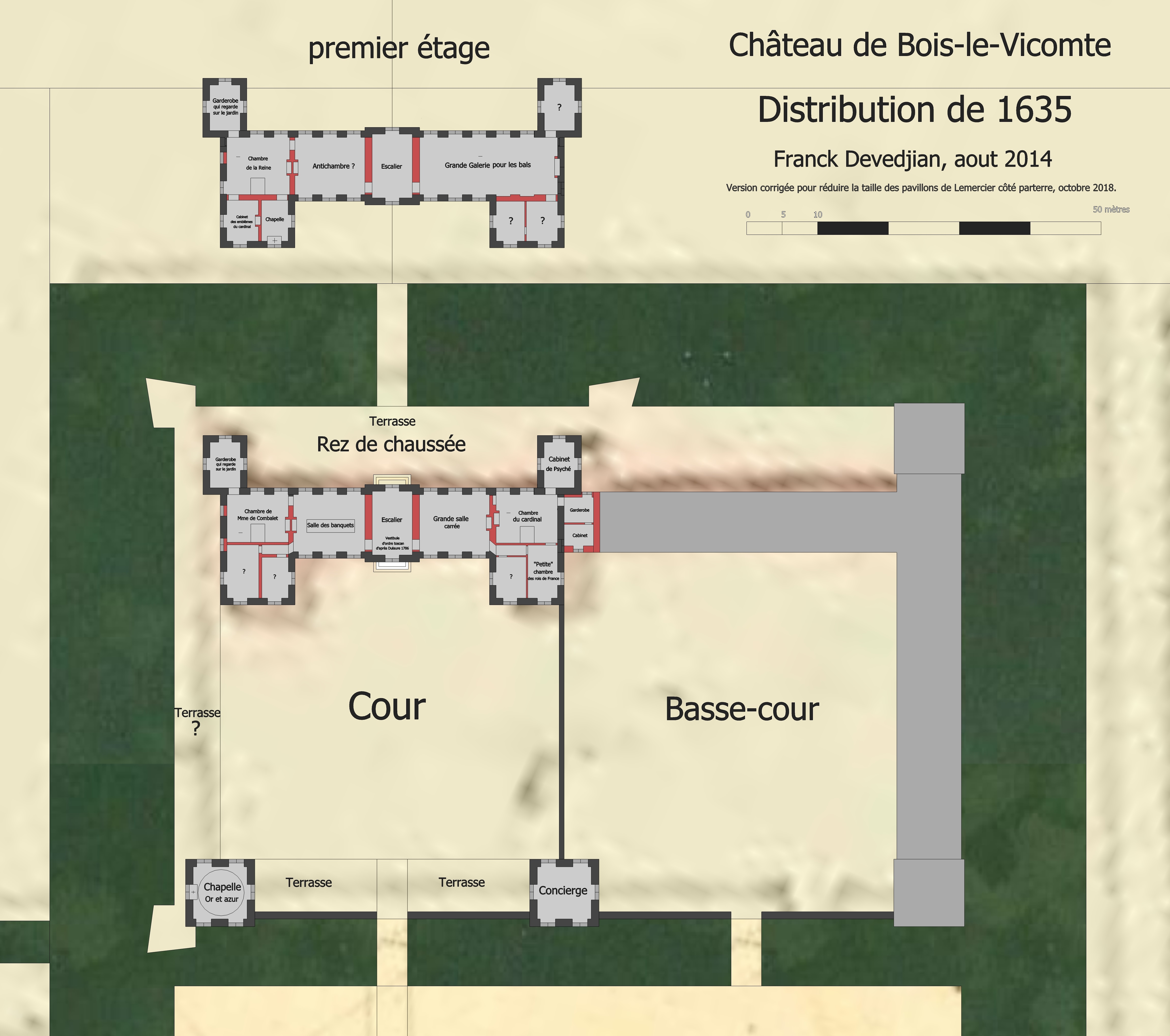
Restitution de la distribution du château, 1635. Cardinal de Richelieu.

Il est situé dans un plat païs, à une des pointes des bois qui sont autour de Livry, de fort vaste estendüe, et bien fournis de toute sorte de venaison, à cause de la deffence qui est faicte de par le Roy dy chasser, d’autant qu’il y hante parfois de sorte que du parc de Bois le Viconte en sortant par une porte de derrière, vous entrez dans une garene, qui vous mène incontinent dans la grande forest, ce qui est fort commode pour la chasse.
Mais pour revenir à nostre chasteau, il est magnifique, et superbement basti de pierre de taille, et brique, en forme carrée, si ce n'est le département des offices qui est un peu séparé, et n'est de pareille haulteur. Devant que d'y entrer il faut passer les fossez qui sont médiocrement profonds, mais bien bastis de pierre de taille for proprement, remplis d'eau et de poissons. Il y a du costé de l'entrée deux grandes portes cochères à pont-levis, qui se lèvent ; et doubles fossez seulement de ce costé, d'autant que le reste est comme compris dans le jardin, et enclos de ses murailles. Entre ces deux fossez est une terrasse carrée, vis à vis de laquelle est le chemin de Dammartin, eslongné de deux lieues, mais qu'on voit assez à plein pour estre eslevé sur une montagne, lequel chemin est par l'espace d'une lieue bordé de quatre grandes rangées d'ormes, qu'a faict, pour la plupart, planter Monsieur le Cardinal, ce qui est fort beau à voir.
Ledit chasteau est comme nous avons dict en forme carrée, orné de beaux pavillons aux quatre coings. Il ne loge personne au premier bastiment, qui est de moindre haulteur que le reste du corps de logis, et ne sert que de parade pour parfaire la forme carrée. Ce qui s'y remarque de beau, c'est qu'il esleve une seconde terrasse bordée de piliers, crainte de pouvoir cheoir, et toute pavée de tables de pierre de taille, à laquelle on monte par deux divers escaliers qui sont aux deux extrémitez, et dont on a une fort belle veue. Du costé droict de ladicte terrasse en entrant dans un des pavillons est le logement du concierge qu'il faut demander pour pouvoir entrer dans les chambres, et de l'autre costé gauche est une fort belle chapelle toute dorée au dedans, et azurée, autour de laquelle sont représentées à la perfection les vies de Nostre Seigneur, et de la Vierge, d'excellente peinture. La cour est fort grande, et garnie de quelques petites pièces de campagne, outre quelques autres qui sont sur les fossez.
Nous avons demandé pour lors à parler au concierge, qui moiennant quelque argent, nous a donné une personne pour nous mener voir toutes les belles peintures du corps de logis, orné au dehors de faces, et statues à moitié du corps (du Roy entrautres, et de la Reine sa mère), et auquel on monte par de beaux escaliers, desquels premièrement vous entrez à main droicte dans une grande salle carrée, enrichie de peintures et tapisseries exquises, quoy qu'anciennes, qui représentent des amours de bergères, et nopces de village. En suitte vous entrez dans une autre chambre de moindre grandeur, remplie de plusieurs tableaux au naturel des Roix Charles V, et Jeanne de Bourbon sa femme, Charles VI, Charles VIII, et Charlotte de Savoye sa mère, Louis XII, et Anne de Bretagne sa femme. De celle cy on entre derechef dans une antichambre, où couche M. le Cardinal, le lict duquel est de velours rouge tout broché d'or, et de large passement. L'ammeublement est de pareil estoffe. De cette antichambre on entre dans deux divers cabinets illustrez de magnifiques peintures, et qui ont veue sur le jardin, l'un desquels plus agréable que l'autre est davantage fréquenté de M. le Cardinal, qui s'y retire pour plus attentivement vacquer à ses affaires, et où tout autour sont des tablettes propres pour estudier, et un contoir pour distribuer de l'argent. Là sont représentées au vif les amours de Psyché et Cupidon, de la main d'un des excellents peintres du monde.
Après estre sortis de tous ces beaux lieux si charmants, vous entrez à main gauche (toujours au regard de l'entrée) en pareil estage, dans la sale des banquets, pareillement tapissée, et peinturée, au milieu de laquelle est une fort longue table, le long de la cheminée (ornée d'une figure de la délivrance d'Andromède) destinée pour les festins. De ceste sale on entre dans la chambre où couche Madame de Combalet, le lict de laquelle est garni de satin jaune à grand passement d'or, et le reste du meuble semblable en estoffe et couleur. A costé est sa garderobbe ; les riches tapisseries et peintures exquises n'y manquent point. Si les mains pouvoient suivre les yeux, et remarquer distinctement toutes les magnificences et richesses de ce beau séjour, il y auroit pour faire un assez juste volume, ny ayant rien qui ne soit admirable, et digne de remarque, mais nous nous contentons de remarquer seulement en gros, la qualité, et grandeur de chaque sale, où chambre, sans nous arrester à descrire les parties et espèces.
Nous monterons donc plus hault au second estage, et entrerons à main droicte dans une grande galerie destinée pour jouer les bals et comédies, et toute ornée de riches peintures qui représentent des amours de signors et dames hespagnolles, pièces rares, et qui recréent merveilleusement la veue. De l'autre costé du département à main gauche en pareil estage est la chambre de la Reine mère, qui autrefois s'y venoit recréer [comprendre reposer], où son lict est encore dressé de velours verd passementé de mesme couleur, et l'ameublement aussi pareil. La Garderobe est à costé qui regarde sur le jardin, ainsi qu'à la chambre de Madame de Combalet. Les riches tapisseries et peintures embellissent de beaucoup ceste chambre, de laquelle on entre comme en deux cabinets, dans l'un desquels est une seconde chapelle toute peinturée, mais non si grande et si belle que la première que nous avons descripte à l'entrée. Dans l'autre sont pourtraicts ces emblèmes si renommez, et à la seule occasion desquels plusieurs se transportent à Bois le Viconte pour les voir. Ils sont tous peincts en forme ovale de la hauteur d'un chassis de vitre, et au nombre de douze, admirablement bien invantez, et sortis d'un jugement ingénieux, qui soubs ces petits énigmes hiéroglifiques cache de grandes véritez comprises dans la vie de ce grand Cardinal qui veille incessamment pour le service de son Roy, et le bien de sa patrie, et se rend parfois en ces beaux lieux de plaisance, non pas pour y prendre beaucoup de divertissement, mais pour estant un peu retiré du bruict de la Cour, songer, méditer, plus attentivement aux moyens d'accroistre nostre prospérité, et d'abbaisser l'orgueil de nos ennemis.

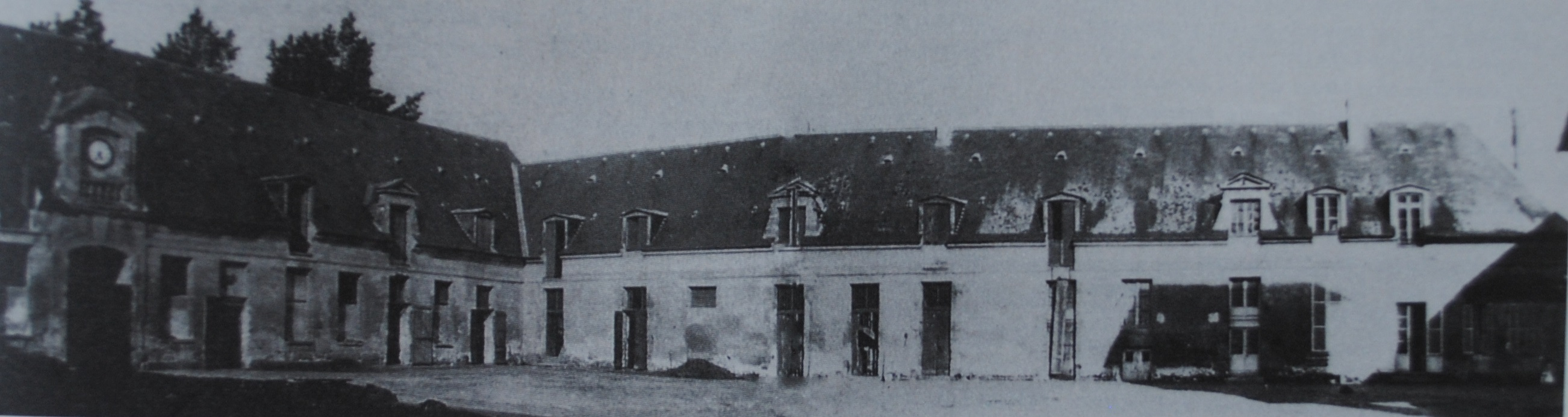
La basse cour des communs de Bois-le-Vicomte. Coll. Part.

Explication des douze emblèmes selon le sens de l'autheur, rapportées aux vertus de Monsieur le Cardinal.
I C'est luy qui selon le sens mistich de ces douze emblèmes est toujours demeuré immobile comme un rocher au milieu des traverses.
II Qui n'est parvenu à la grandeur où on le voit eslevé qu'après beaucoup de peines, et de travaux, et avoir si bien mérité de sa patrie.
III Qui est si fidèle instrument des bons conseils qu'il donne à Sa Majesté.
IV Qui sans abuser de sa fortune laisse vivre un chasqun en repos, et ne frappe personne qu'il n'y soit contrainct pour le bien de l'Estat, et n'ayt auparavant receu grief ni offence de luy.
V Qui est si ferme et si insusceptible des traicts de ses envieux (qui le sont pareillement du bien de la France) que ceux qui auroient quelque dessein de le perdre, s'ils en estoient capables, se perdent aussitôt eux-mesmes.
VI Qui est si juste dans ses actions que ses vertus voltigeantes plus haut que les mesdisances de ses jaloux, se sont esclatés par tout l'univers, et prouvent le proverbe que la vérité (ainsi que du bois flottant) nage toujours au-dessus.
VII Qui possède des qualitez naturelles si grandes, que bien qu'elles ne fussent accompagnées des casuelles et honoraires, elles se feroient toujours apparoistre comme un soleil au travers des nues.
VIII Qui est si heureux, que tout luy venant à souhait, les éléments mesmes semblent contribuer à l'accroissement de sa grandeur et sa gloire.
IX Qui a de tels avantages de sa naissance, et qui a si bien seu accorder la lance de Pallas, avec la langue de Minerve, qu'aujourd'huy il se sert de tous les deux pour maintenir l'Eglise, dont il est un des plus fermes appuys.
X Qui a esté, et est si utile au bien de la France que par l'alliance mutuelle des deux Couronnes papale et Royalle il a disposé les clefs de Saint-Pierre, prestes à nous ouvrir toutes sortes de faveurs.
XI Qui a toujours eu le cœur si noble que toutes ses généreuses actions n'ont jamais esté portées par l'espérance du guain, mais seulement par la gloire qu'on ressent en soy mesme d'avoir bien faict, et bien servi sa patrie, qui est la réscompanse la plus grande que donne Sénesque aux gens de vertu.
XII Duquel enfin (quoy qu'il n'en soit point dans ses mérites) le naturel, la vertu, et l'art sont posées sur de si solides fondements, que comme sur un pareil subject, disoit un poète,
	.... Non ipse revellere Pluto
	Suffiriat, ferrone granes resrindere valuas.
Description des douze emblèmes, selon leur ordre.
Nous n'avions pas oublié nos tablettes pour soigneusement remarquer ces si rares et si merveilleuses inventions, elles sont comme nous avons dict toutes en ovale.
I. [en marge] Praditus constanciê
La première représente un ciel chargé de nuages, et menaçant du tonerre, qui néantmoins est rempli d'estoiles fixes, sur lesquelles est ceste devise : in motu immotum. Cela s'entend assez de soy mesme. C'est pourquoy nous les descrirons nullement, et en laisserons le jugement au plus subtils, qui les exprimeront selon la diversité de leur conceptions.
II. [en marge] Laboribur 
La seconde démonstre une couronne d'espines placée en terre, et au-dessus une autre couronne Royalle sur laquelle est ceste devise : har ad illam.
III. [en marge] Consisio
La troisième note l'estoile de Jupiter qui précède le soleil levant, avec ceste devise, phoebifax prania.
IV. [en marge] ...sistio 
La quatrième représente un caillou frappé d'un fusil, et jettant du feu, sur lequel est ceste devise : non urit, nisi lasus.
V. [en marge] [...]
La cinquième fait sortir une main du ciel, entouré de nuages, assise sur une motte de terre verdoiante, laquelle est blessée d'une mouche à miel, qui porte cette devise : qui ladit, à se laeditus (feri endo enim apes perdunt aculeum)...
VI. [...]
La sixième représente deux serpents (simboles de l'envie) au-dessus desquels voltige un aigle, sur laquelle est ceste devise : non deseret alta.
VII. Eloquentia
La septième figure un coq placé dans une plaine au milieu de deux lions rugissants, et paroissant beaucoup à cause de sa creste rouge, sur lequel est ceste devise : mea vox non purpura terret.
VIII. Felicitati
La huitiesme représente deux vents, où Aquilons eslevez sur des nuages qui soufflent, haleinent des deux costez un chapeau de Cardinal, sur lequel est ceste devise : non occiduus, non arcticus uret.
IX. [...]
La neuviesme montre un bras sortant des nues, et tenant une mithre ou Papale, ou Espiscopale, qu'il pose sur un chef eslevé en l'air, avec ceste devise : lora stant divite sacra.
X. Utilitati 

Armoiries du cardinal de Richelieu. n° XII.

La dixième marque un chappeau rouge de Cardinal, les lars duquel conicignent plus bas par ensemble une thiarre Papale, et une couronne Royalle, qui portent ceste devise : devinctus vinciet ambas.
XI.Nobilitati.
L'onziesme représente un soleil esclatant dans un ciel azuré, que regarde fixement un aigle voltigeant au milieu de l'air, soubs lequel broutent un mouton, et un lièvre qu'il semble mépriser par desdain, et tacitement exprimer ceste devise : gloria me, non proeda trahit.
XII. Natura [...]
La douziesme comme difficille à exprimer sera (à cause de sa représentation plus facile à contrefaire) pourtraicte icy par nous, quoy que ne soyons peintres.
Ce sont troix longues colomnes de pierre de marbre, sur lesquelles sont trois figures rondes, triangulaire et quarrée, que couvre un chapeau de Cardinal qui porte ceste devise : natura, virtutis, et artis.
Car les philosophes ont toujours pris la figure circulaire pour la plus parfaicte, et naturelle, outre que le monde ou globe de soy a telle forme.
La figure triangulaire est le vray simbole de la vertu qui paroist toujours dans le milieu, ayant le vice à ses deux costés, compris dans ces deux extrémitez le manque et l'excès, le trop et le deffant.
Et enfin la figure quarrée est tout à faict artificielle puisqu'elle est la plus asseurée, et solide dans son assiette et par conséquent moins subjecte au changement comme est l'art qui une fois invanté, ne se perd jamais.
Voilà."

### Gaston d'Orléans et la Grande Mademoiselle
Dans ses Mémoires, Mademoiselle écrit :
"Madame la duchesse de Sully et madame de Laval me vinrent voir peu après mon arrivée [au château de Saint-Fargeau]. Je fus dans la plus grande honte du monde de n'avoir point de quoi les loger dans ma maison : il falloit qu'elles allassent tous les soirs coucher chez le bailli, où étoit le lit dans lequel j'avois couché avant l'arrivée de mon train. Il vint encore d'autres dames, qui logèrent toutes dans la ville ; j'envoyai à Bois-le-Vicomte quérir des meubles que j'y avois, afin de n'avoir plus cette honte".

### Barthélemy Hervart

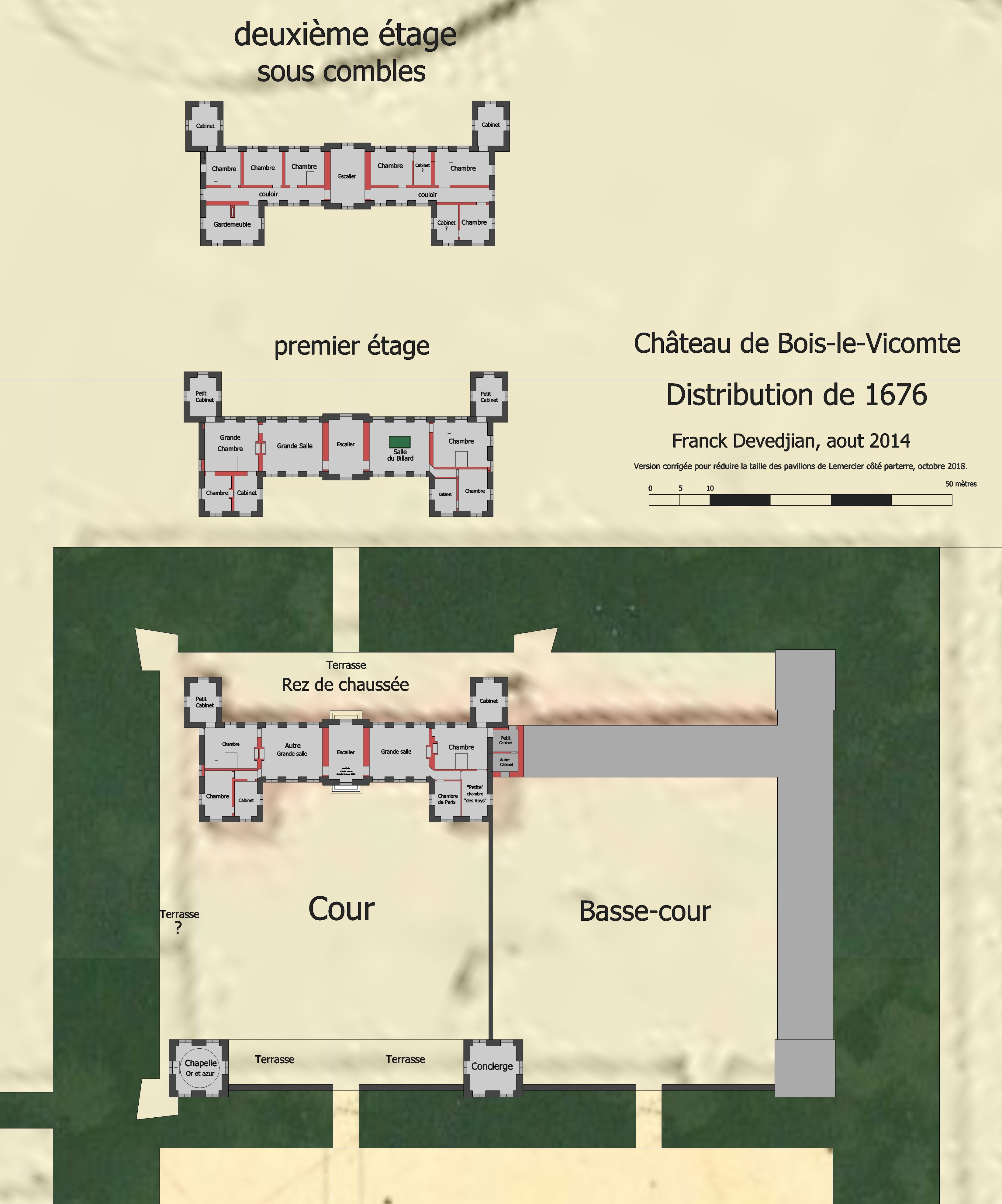
Restitution de la distribution du château, 1676. Barthélemy Hervart.

Propriétaire du château de Saint-Cloud, Barthélemy Hervart devra vendre ce dernier à Monsieur, frère de Louis XIV. Il trouvera au château de Bois-le-Vicomte la retraite qu'il passait auparavant à Saint-Cloud.

### La comtesse de Sénozan

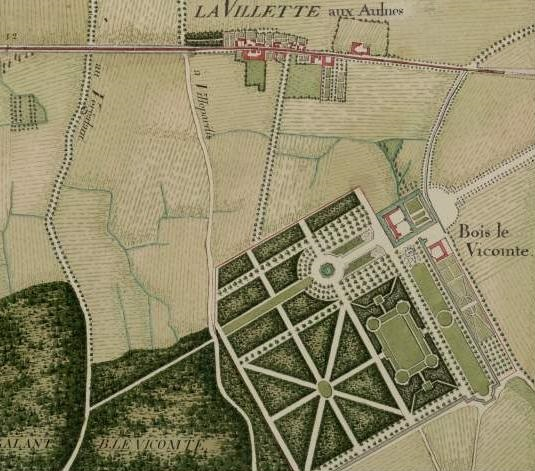
Le domaine au milieu du XVIIIe siècle, Atlas Trudaine, Archives nationales.

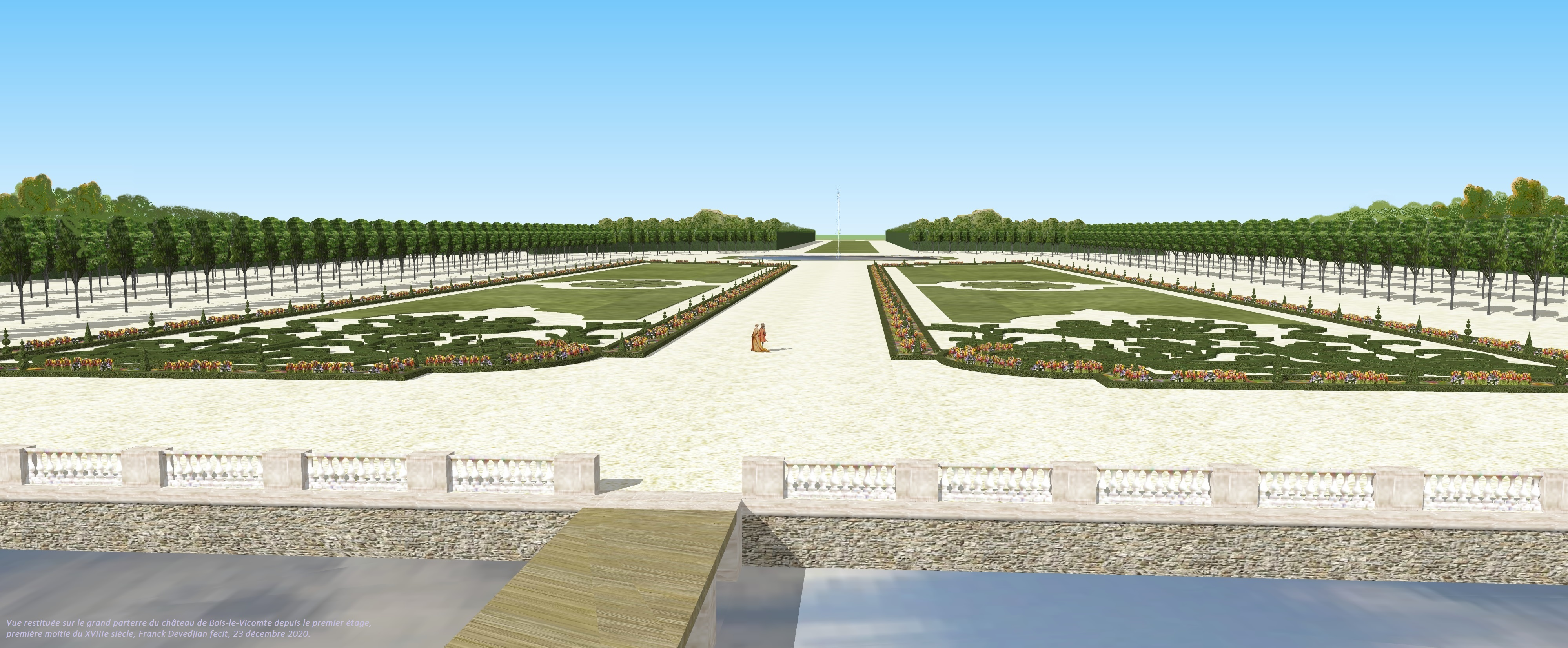
Grand parterre du château de Bois-le-Vicomte, début du XVIIIe siècle

Sabine Ollivier de Sénozan de Viriville était l'héritière du château de Bois-le-Vicomte, entre autres, au moment de son mariage avec Archambaud de Talleyrand-Périgord, frère cadet de Charles-Maurice de Talleyrand-Périgord, en 1779.

## Déclin et destruction,  de nos jours
Saccagé par les invasions de 1814 et 1815, le château est démoli en 1816.
De nos jours, l'emplacement du château est un parc, où le tracé du bâtiment a été matérialisé schématiquement avec des haies végétales.

## Sources & bibliographie
Bois-le-Vicomte Demeure aux Champs pour Grands Seigneurs. Gisèle de SAVIN.  (ISSN 0753-6496) Bulletin des Amis du passé de Mitry-Mory 1992.